# Eleonora Rostalska
Eleonora Rostalska (ur. 10 stycznia 1909 w Skalmierzycach, zm. 5 stycznia 1989 w Opolu) – podporucznik Armii Krajowej, dama Virtuti Militari.

## Życiorys
Córka Wincentego i Józefy z domu Wasiak, miała piątkę rodzeństwa. W 1928 r. zdała egzamin maturalny, w 1929 r. uzyskała dyplom nauczyciela. Do 1937 r. uczyła w  szkołach publicznych w Wierzbiu, a następnie w Leszczynach. Od 1928 r. brała udział w działalności Przysposobienia Wojskowego Kobiet, w 1932 r. zaangażowała się w działalność Związku Harcestwa Polskiego na Górnym Śląsku. Po przeszkoleniu metodycznym w 1936 r. przejęła kierowanie hufcem w Knurowie. W 1937 r. rozpoczęła pracę jako nauczycielka w środowiskach polonijnych we Francji, w 1938 r. została mianowana komendantką Chorągwi Harcerek na wschodnią Francję.
W 1939 r. wakacje spędzała u rodziny na Śląsku i tu zastał ją wybuch II wojny światowej. Początkowo została ewakuowana w okolice Lublina, po ustaniu walk powróciła do Brzezinki. Znalazła dorywcze zatrudnienie w majątku rolnym przynależącym do kopalni Mysłowice, gdzie pracowała do 1943 r. Od 1939 r. związała się z działalnością konspiracyjną, zajmowała się dostarczaniem żywności więźniom obozów koncentracyjnych. W lutym 1942 r. została zaprzysiężona przez Elżbietę Zawacką jako kurierka Armii Krajowej. Z racji znajomości terenów Francji została tam wysłana z zadaniem utworzenia placówek Zagrody. Udało się jej założyć takie placówki w Miluzie i w Metz. Od maja 1942 kierowała placówką "Cyrk" W Katowicach i jako kurierka przewoziła przesyłki do Francji. Odbyła jedenaście wypraw kurierskich do Francji oraz dwie do Niemiec. Zagrożona w 1944 r. aresztowaniem przez Gestapo uzyskała dokumenty na nazwisko Irenay Zakrezewskiej, z którymi rozpoczęła pracę w domu dziecka w Konstancinie-Jeziornie. Po wkroczeniu Armii Czerwonej powróciła na Śląsk.
W październiku 1945 r. objęła stanowisko kierownika w Wydziale Opieki nad Dzieckiem w Wojewódzkim Komitecie Opieki Społecznej, następnie pracowała w Kuratorium Oświaty. Z racji wojennej działalności została zwolniona z pracy. Znalazła zatrudnienie w krakowskim Towarzystwie Przyjaciół Dzieci, przeprowadziła się też do Opola. Z powodu kolejnych utrudnień w pracy zawodowej uzyskała w 1950 r. dyplom modystki i założyła własny zakład. Pozostałą czynnym działaczem społecznym, angażowała się w wychowanie i kształcenie zawodowe młodzieży Opola i okolic. Jako kombatant należała do Związku Bojowników o Wolność i Demokrację, była też członkiem Stronnictwa Demokratycznego.
Zmarła 5 stycznia 1989 r. w Opolu, została pochowana na cmentarzu komunalnym w Półwsi.

## Ordery i odznaczenia
Za swą służbę otrzymała odznaczeni:
- Krzyż Srebrny Virtuti Militari nr 12806,
- Medal Wojska,
- Krzyż Armii Krajowej,
- Złoty Krzyż Zasługi,
- Zasłużona dla miasta Opola